# 테리 길리엄
테리 길리엄(Terry Gilliam, 1940년 11월 22일 ~ )은 미국에서 태어난 영국의 각본가, 영화 감독, 애니메이터, 배우이다.

## 작품 목록
- 몬티 파이톤과 성배 (1975)
- 자버워키 (1977)
- 시간 도둑들 (1981)
- 브라질 (1985)
- 바론의 대모험 (1988)
- 피셔 킹 (1991)
- 12 몽키즈 (1995)
- 라스베가스의 공포와 혐오 (1998)
- 그림 형제: 마르바덴 숲의 전설 (2005)
- 타이드랜드 (2005)
- 파르나서스 박사의 상상극장 (2009)
- 제로법칙의 비밀 (2013)
- 돈키호테를 죽인 남자 (2018)